# 流星雨

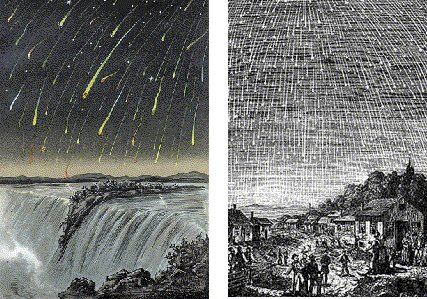
1866年（左）和1833年（右）對獅子座流星雨大出現

流星雨（英語：meteor shower）是許多流星從空中單一輻射點發射出來的天文現象。這些流星是宇宙中被稱為流星體的碎片，在平行的軌道上運行時以極高速度投射進入地球大氣層的流束。大部分的流星體都比沙礫還要小，因此幾乎所有的流星體都會在大氣層內被銷毀，不會擊中地球的表面；能夠撞擊到地球表面的碎片稱為隕石。數量格外龐大或表現不尋常的流星雨會被稱為流星突出或流星暴，可能會每小時出現的流星會超過1,000顆以上。

## 輻射點
因為流星雨的粒子在天空中運行的路徑是平行的，而且速度也是相同的，因此在觀測者的眼中它們似乎都是由天空中一個相同的點輻射出來的，這個點就稱為流星的輻射點。輻射點的產生類似於路徑上的鐵軌在地平線上消逝點前會聚合在一起，是一種圖型上透視的效果。流星雨也總是以輻射點所在的星座來命名，這個點在天空中並不是固定不動的點，會在夜晚的天球上逐漸移動，由於地球也繞著軸自轉，天上的星星一樣也會逐漸的移動（每日的東昇西沒）。輻射點也會因為地球繞太陽的公轉，在背景的星星之間每日產生些微的移動（輻射點漂移），可以參考IMO Meteor Shower Calendar 2007 （页面存档备份，存于）國際流星組織的輻射點漂移圖。

## 流星雨和流星群的命名規則
國際天文聯會在2007年定下命名規則，屬下的第22委員會由2009年開始確認決定了的流星雨名字。（1）單獨來源的流星雨（single shower）和複合來源的流星群（shower group）是按照高峰期最靠近輻射點的星座，如有需要，加上希臘或羅馬字母名稱的亮星、方向、月份等其它因素來標定流星雨和流星群的名字；（2）將拉丁文所有格星座名稱的字尾修改或者加上 id 或者 ids 來分辨出它們是屬於流星群還是流星雨。
id 是用於複合（Complex）來源的流星群，如果超過一組來源，再在 Complex 前加上大寫羅馬數字 I、II 來細分。例如：牧夫-北冕座流星群（00332 BCB = Bootid-Coronae Borealid Complex），由 321/TCB, 322/LBO, 323/XCB 三個流星雨來源組成；船尾座與船帆座之間整體上有兩組流星群，它們分別稱為：船尾-船帆座第一組流星群（00255 PUV = Puppid-Velid I Complex）和船尾-船帆座第二組流星群（00039 VEL = Puppid-Velid II Complex）。
ids 是用於單獨來源的流星雨，例如：英仙座流星雨（00007 PER = Perseids）；輻射點靠近白羊座δ星的流星雨，會稱為白羊座δ流星雨（00631 DAT = delta Arietids）。
在國際天文聯會眼中，流星雨和流星群的組合不同，所以名稱不可以互換，它們所屬的星座命名方式也不能相同。國際天文聯會有一個專責的任務工作小組負責追蹤流星和建立流星資料中心，並為已經確認的流星雨命名。目前（2020年12月31日）國際天文聯會將流星區分成為24個流星群，112 個確定流星雨，1 個等候確定流星雨，722 個普通流星雨，合共有835個命名了的流星雨。此外還有157個曾經出現，但因為各種原因，現在已經除名的流星雨。

## 流星雨的起源

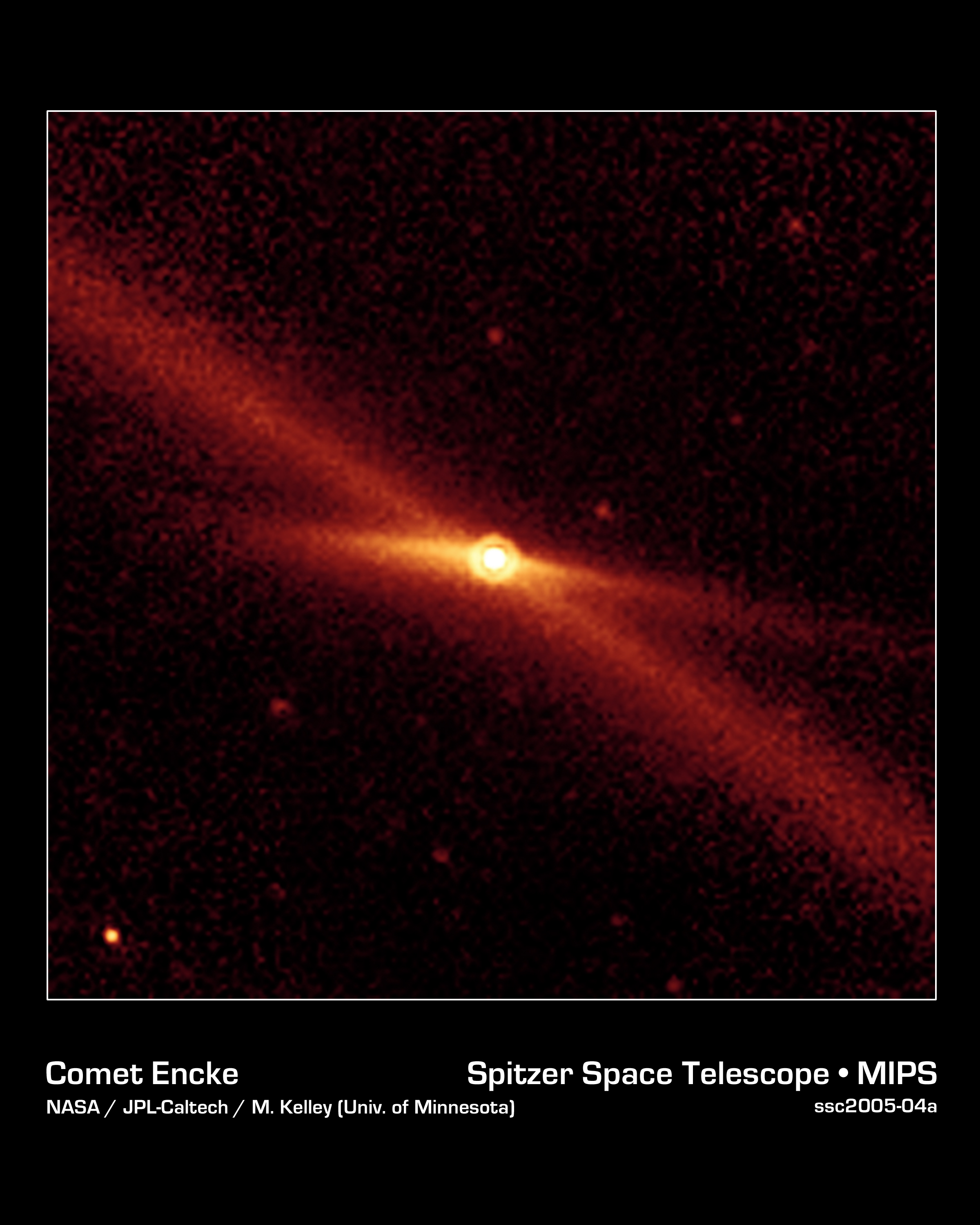
在對角線上呈現紅光的是恩克彗星產生的流星體。

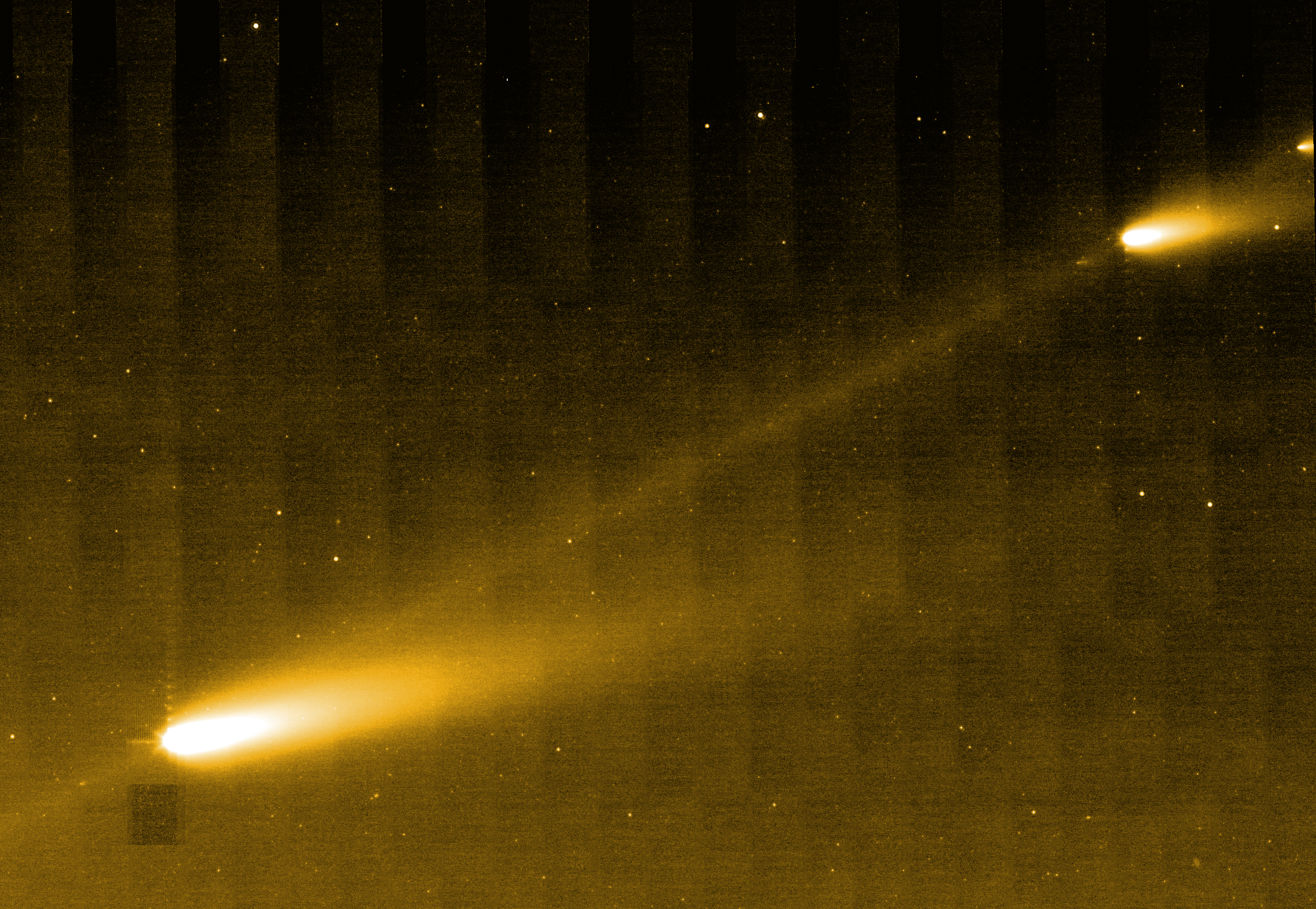
拖曳在彗星73P和其碎片之間的流星體。

流星雨是行星和彗星的碎片流交互作用造成的結果。
彗星的瓦解和水蒸氣的噴發可以拖曳和產生碎片，因此Fred Whipple在1951年提出，惠普爾發展出彗星的髒雪球理論：環繞太陽的彗星是冰中嵌入岩石的小天體，這些冰可能是水、甲烷、氨、或其它的揮發物單獨或混合著的組合；岩石可以如同灰塵般的大小，也可以有其他如同卵石般不同的尺寸。塵粒大小的固體在數量級上是最普遍的，它們比常見的沙粒和卵石大小等等的顆粒更為常見。當這些冰因為溫暖而昇華時，他們的蒸發會拖曳出灰塵、沙粒、和卵石等固體。彗星在軌道上每接近太陽一次，就會有一些冰被蒸發和傾卸出一些流星體。這些流星體散開成為一個流星體流，也就是塵埃尾，沿著整個的彗星軌道週圍散布著（非常小的顆粒會受到太陽的輻射壓力快速的膨脹和遠離，而有別於一般彗星的塵埃尾）。
近來，Peter Jenniskens質疑我們的短週期彗星流星雨不是由正常的水蒸氣蒸發的活動彗星，而是由罕見的已經休眠的彗星大量瓦解和潰散的碎片。這種例子包括象限儀座流星雨和雙子座流星雨，它們是來自小行星2003 EH1和法厄同（Phaethon），分別在500和1,000年前產生的碎片形成的。這些碎片傾向於快速的形成塵埃、沙粒和卵石，並且沿著彗星的軌道快速形成流星體密集的溪流，隨後沿著地球的軌道發展。

## 流星體流的動態演化
在惠普預測塵埃粒子以非常低的速度相對於彗星運行後不久， Milos Plavec第一個提供觀測流星塵的想法，當時他正計算流星體一旦脫離彗星，在自由的完整繞行軌道一周之後，多數會在彗星的前方還是後方。這種效果是單純的軌道力學－這些物質無論是從彗星的前方或後方漂移，都只有些微的橫向移動，因為這些粒子只會使軌道更為寬闊。有時可以在彗星的中紅外線影像 (熱輻射) 觀測到這些粒子，此時的塵埃痕跡是上一回行經太陽時散布在彗星軌道上的 (見圖)。
當塵埃痕跡通過地球的軌道時，行星引力的影響很像用軟管將水噴灑在遠方植物的園丁。多數的年度裡，塵埃痕跡不會和地球交會在一起，但是在某些年地球上會出現流星雨。這種效果在1995年麒麟座α流星雨的觀測首度被證實，並且也從較早但未被廣泛注意到的獅子座流星暴獲得驗證。
在1890年代，愛爾蘭天文學家喬治·約翰斯通·斯托尼和亞瑟·馬修·韋爾德·唐寧最先嘗試計算流星體痕跡在地球軌道上的位置。他們研究55P/Tempel-Tuttle彗星在1866年噴出的塵埃粒子，之前預測會在1898年和1899年提升獅子座的流星雨，但最後的計算顯示大部分的塵埃痕跡仍在遠離地球軌道內的位置上；在德國柏林皇家天文計算機構的Adolf Berberich也獨立計算得到相同的結果。雖然當時沒有流星暴，證實了計算的結果，但仍然需要更多和更好的計算工具來達到更可靠的預測。
在1985年，喀山州立大學的E. D. Kondrat'eva和E. A. Reznikov 第一次正確的辨識出造成過去幾個獅子座流星暴年的塵埃團塊。對1999年獅子座流星暴的預測， 羅伯特·麥克諾特、David Asher,和芬蘭的Esko Lyytinen 是最早使用這種方法的西方天文學家。Peter Jenniskens已經發表未來50年與塵埃尾接觸，結果會是流星暴（meteor storms）或流星爆發（meteor outbursts）的預測。
在長時間裡，塵埃痕跡的發展是很複雜的。一種效果是彗星重複的經過軌道，而流星體會離開它們，或是與木星或其他的大行星在共振軌道上－其中一顆多次公轉的次數與另一顆的公轉次數相匹配。因此隨著時間的推移，每經歷相同的時間，將與木星 (或大行星) 有相同的位置關係，這種間歇性的相對位置，往往會將流星體保持在固定的相對位置上。這將創造出稱為filamen的流星雨成分。
第二種效果是與一顆行星密切的接觸。當流星體經過地球附近時，有些會被加速 (軌道增長)，有些會被減速 (軌道縮短)，結果是在下次回來時造成塵埃痕跡中的縫隙 (像打開一個窗簾，塵埃粒子的堆積會有開始和結束的空隙)。同樣的，木星的攝動可以對塵埃的軌跡造成極大的改變，特別是對短周期彗星，當這些顆粒接近大行星時，通常是在遠離太陽的位置上，移動得最慢的時段。結果是，痕跡會形成叢集 (clumping)、編結 (braiding)或月牙形的糾結 (tangling)，而每個都擁有自己的材料。
第三種效應是輻射壓，這會將質量較小的粒子推入離太陽較遠的軌道，而質量較大的物體 (能成為火流星或火球的流星體) 受到輻射壓的影響則較小。這會使在遭遇時塵埃痕跡有一些有明亮的流星，而有些只有黯淡的流星。
隨著時間流逝，這些影響會使流星體散布成更廣泛的流束。因為地球每年遶行軌道一周，因此這些流星流束會成為年流星雨，每年定期出現相同的流星雨。
當這些流星體與在黃道塵內的其他流星體相互碰撞，就會失去與流束的關聯性，並成為出現在背景中的散在流星。這些與流束失聯的流星體可以來自任何的流束或塵埃痕跡，但它們已經孤立不屬於任何的流星雨。這些隨機出現的流星不會來自流星雨的輻射點。

## 歷史
世界上最早关于流星雨的记载是中国关于四月天琴座流星雨的记载，《左傳》云，魯莊公七年（前687年）“夏四月辛卯夜，恆星不見，夜中星隕如雨”。更早的古書《竹書紀年》中寫道：“夏帝癸（桀）十五年，夜中星隕如雨。”
1490年发生在中国的庆阳流星雨事件是死亡人数最多的一次撞击，总计10000人死亡。
从成因上和现象上流星雨与偶发流星都有着很大的不同。偶发流星每天都会产生，发生的天区和时间都具有随机性，流星雨具有时间上的周期性，有些可以科学地预测，因此流星雨也被称作周期流星。另外，所有流星的反向延长线都相交于辐射点是流星雨的重要特征。

## 著名的流星雨

### 英仙座和獅子座流星雨
在絕大部分的年份中，最主要的流星雨是英仙座流星雨，它的高峰期出現在每年的8月12日，每分鐘至少會出現一顆流星。
最壯觀的流星雨應該是獅子座流星雨，被稱為流星雨之王，它的高峰期大約在11月17日，而大約間隔33年才會出現高峰期每小時有數千顆流星的流星暴。1833年11月出現的獅子座流星暴使人類首度意識到流星雨的輻射點，它是從明亮的軒轅十二(獅子座γ星)附近輻射出來的。 上次的獅子座流星暴出現在1999、2001(2)和2002(2)年。在這之前曾經在1767、1799、1833、1866、1867和1966年出現過。在獅子座流星暴未出現的年度中，獅子座流星雨的活動遠低於英仙座流星雨。

### 其它值得注意的流星雨
| 流星雨           | 時間       | 母天體                                                       |
| ---------------- | ---------- | ------------------------------------------------------------ |
| 象限儀座流星雨   | 一月初     | 母天體可能是小行星2003 EH1，也可能是彗星C/1490 Y1和C/1385 U1 |
| 四月天琴座流星雨 | 四月下旬   | C/1861 G1 佘契爾彗星                                         |
| 船尾座π流星雨    | 四月下旬   | 葛里格-斯傑勒魯普彗星                                        |
| 寶瓶座η流星雨    | 五月初     | 1P/哈雷彗星                                                  |
| 白天白羊座流星雨 | 六月中旬   | 96P/梅克賀茲一號彗星、Marsden和Kracht comet groups complex   |
| 牧夫座流星雨     | 六月下旬   | 7P/龐士-溫尼克彗星                                           |
| 寶瓶座δ南流星雨  | 七月下旬   | 96P/梅克賀茲一號彗星、Marsden和Kracht comet groups complex   |
| 英仙座流星雨     | 八月中     | 109P/斯威夫特·塔特爾彗星                                     |
| 十月天龍座流星雨 | 十月初     | 21P/賈可比尼-秦諾彗星                                        |
| 獵戶座流星雨     | 十月下旬   | 1P/哈雷彗星                                                  |
| 金牛座南流星雨   | 十一月初   | 2P/恩克彗星                                                  |
| 金牛座北流星雨   | 十一月中   | 小行星2004 TG10和其它天體                                    |
| 獅子座流星雨     | 十一月中   | 55P/坦普爾·塔特爾彗星                                        |
| 雙子座流星雨     | 十二月中   | 小行星3200 法厄同                                            |
| 小熊座流星雨     | 十二月下旬 | 8P/塔特爾彗星                                                |

## 地球之外的流星雨

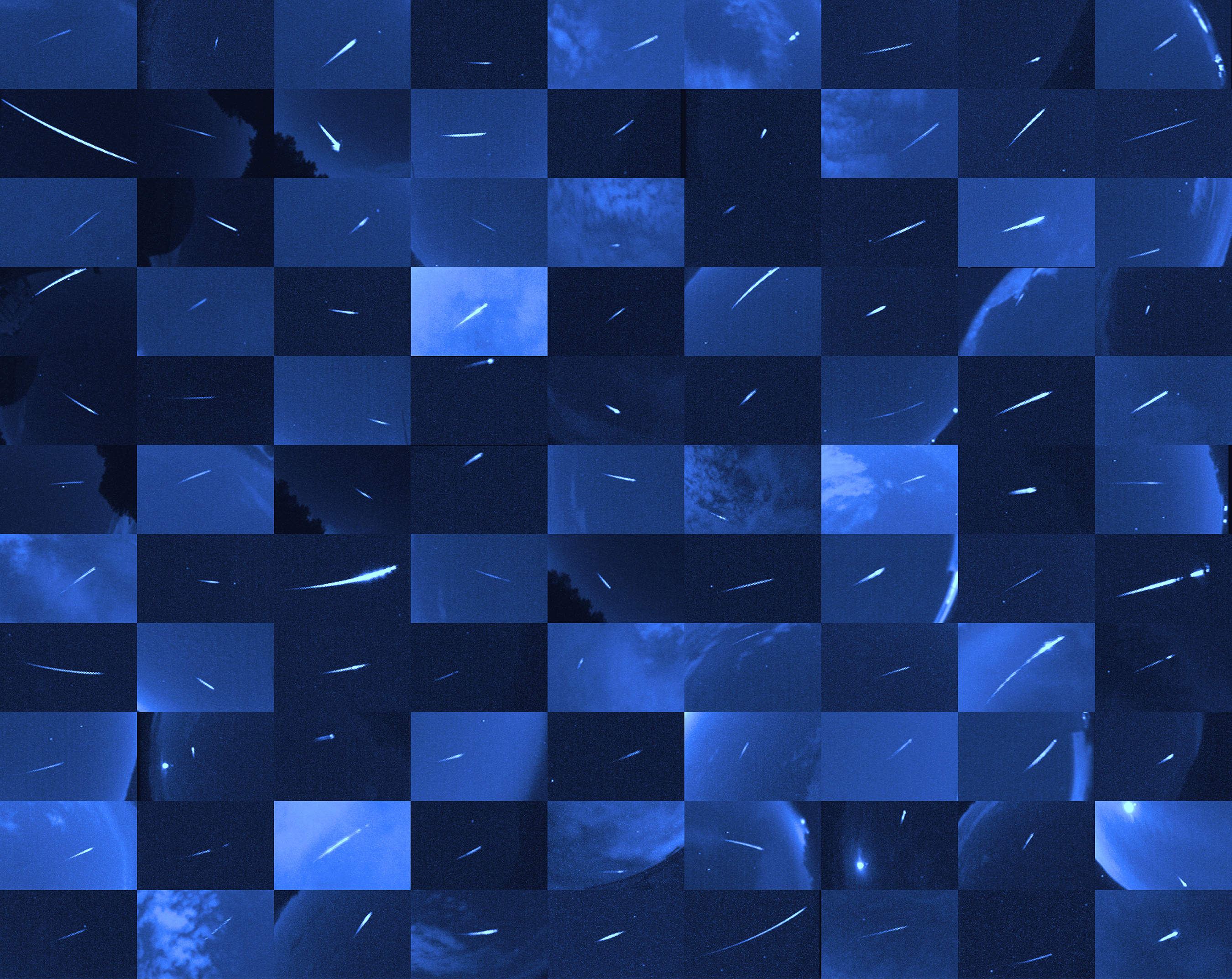
宝瓶座流星雨（拼接）

在太陽系內任何一顆有著適當且透明大氣層的天體都可以有流星雨。已知的實例，火星就曾出現流星雨。然而因為火星和地球的軌道不同，與彗星軌道相交會的方式也不同，它們不同於地球上看到的那些。
雖然火星大氣層的密度只有地球表面的1%，但是在大氣層的上緣，和流星體的撞擊，這兩點是相似的。因為流星出現的高度有著類似的空氣壓力，效果是一樣的。只有因為與太陽距離的增加，導致流星體的運動速度較慢的關係，使流星的亮度略為減少了一些。但下降速度的減慢意味著火星的流星有更多的時間用於燒蝕上而得到了平衡。
在2004年3月7日，火星探測漫遊者精神號的全景攝影機記錄到了一場流星雨的痕跡，被認為是與114P/懷斯曼-史基福彗星遭遇的結果。預測在2007年12月20日會沐浴在強大的流星雨之下，這是與地球的寶瓶座η流星雨有關係的雙子座λ流星雨(因為兩者都是與哈雷彗星有關)，大犬座β流星雨和13p/奧伯斯彗星有關聯，和來自達摩克里斯(Damocles)的天龍座流星雨。

## 外部連結
- 流星的基礎觀測，天空和望遠鏡雜誌的資料
- Infography about Meteor Showers （页面存档备份，存于）
- 北美流星網路
- Meteor Shower Photos and Info （页面存档备份，存于） (AOL Research & Learn)
- 流星雨，天空和望遠鏡雜誌的資料
- 流星雨 （页面存档备份，存于） Astronomy Cast episode #8, includes full transcript in PDF-format.
- 流星雨在線 （页面存档备份，存于），Gary W. Kronk的資訊
- 流星雨（页面存档备份，存于）
- National Geographic News - Sky-Watcher Alert: Meteor Show Peaks This Week （页面存档备份，存于）
- Six Not-So-Famous Summer Meteor Showers （页面存档备份，存于） Joe Rao (SPACE.com)
- 美國流星學會
- 國際流星組織 （页面存档备份，存于）（IMO）
  - IMO的2008年流星雨曆 （页面存档备份，存于）
  - IMO的2009年流星雨曆 （页面存档备份，存于）
- The Space Book by Eonitus
- Upcoming Meteor Showers, by Sky and Telescope
- 观测流星雨奇观 （页面存档备份，存于）